# 豊治村
豊治村（とよはるむら）は、かつて愛知県海東郡にあった村。
現在の名古屋市中川区（旧・富田町）の一部（富田町江松・富田町包里・富田町供米田・富田町富永・富田町榎津・水里・東春田・榎松町・榎津西町・福島・富永・かの里・東かの里町など）に該当する。

## 歴史
- 1878年（明治11年） - 江松村と納屋山新田が合併し、江松村が発足。
- 1889年（明治22年）10月1日 - 江松村、包里村、供米田村、富永村、榎津村が合併し、豊治村が発足。
- 1906年（明治39年）7月1日 - 万須田村、赤星村、戸田村と合併し、富田村が発足。同日豊治村は廃止。
- 1913年（大正2年）4月1日 - 海東郡と海西郡の区域をもって海部郡を設置。住居表示が海東郡富田村から海部郡富田村に変わる。
- 1944年（昭和19年）2月11日 - 富田村が町制を施行。海部郡富田町発足。
- 1955年（昭和30年）10月1日 - 富田町が名古屋市に編入合併され中川区の一部となる。